# Puente Kap Shui Mun
El puente Kap Shui Mun, situado en Hong Kong es uno de los puentes atirantados más largos del mundo que transporta tráfico rodado y trenes. La plataforma superior transporta vehículos de motor, y la plataforma inferior vehículos y el Metro de Hong Kong. Tiene un vano principal de 430 metros y longitud total de 750 metros. Cruza el canal marino Kap Shui Mun, entre Ma Wan y Lantau y tiene una altura vertical para la navegación de 47 m s. n. m.

## Información estructural
- Longitudes de los vanos

El puente se completó en 1997. La longitud total incluye un vano de aproximación de 70 m a Lantau. Una columna en cada uno de los vanos laterales de este puente atirantado crea cuatro vanos de 80 metros además del vano principal, de 430 m. Esto hace que la longitud total sea de 820 m. El Viaducto de Ma Wan, de 503 m, se construyó bajo el mismo contrato que el Puente Kap Shui Mun, y le conecta al Puente de Tsing Ma, formando el Enlace de Lantau que se construyó para dar acceso al nuevo aeropuerto. La altura de 47 m para la navegación es parte de la razón de que las torres con forma de H tengan 150 m de altura.
El puente Kap Shui Mun no es simétrico porque los 160 m de los vanos laterales (80 m + 80 m) son menos de la mitad que la longitud del vano principal (la mitad de 430 m es 215 m). Para proporcionar el equilibrio que la simetría produce, el puente tiene secciones de material compuesto. Los 387 m centrales del vano principal son de acero compuesto con hormigón para hacerlo más ligero. Los vanos laterales y el resto del vano principal son de hormigón. Usar el acero, más ligero, en la mayor parte del vano principal sirve para igualar las fuerzas horizontales en las torres y equilibrar el puente.
Debido a que la plataforma inferior lleva trenes y tráfico rodado, su sección transversal es una celosía de Vierendeel. Esto significa que no hay elementos diagonales y que los vehículos y trenes conducen por las aberturas del diseño del Vierendeel.
- Cables

- Movimientos

- Resistencia del hormigón de las torres: Grado 50/20 o 50MPa

Junto con el puente de Tsing Ma y el puente Ting Kau, está monitorizado por el Wind and Structural Health Monitoring System (WASHMS).